# Tetovišnjak Veli
Tetovišnjak Veli je nenaseljeni otočić na pola puta između Murtera i Žirja. Zajedno sa susjednim otocima čini jugoistočnu granicu Murterskog mora. Najbliži otok je Tetovišnjak Mali, koji se nalazi 330 m jugoistočno.
Površina otoka je 0,348 km2, duljina obalne crte 2,15 km, a visina 72 metara.

## Vanjske poveznice
|  | Zajednički poslužitelj ima još gradiva o temi Tetovišnjak Veli |